# 希科里島 (印第安納州)
希科里島（英語：Hickory Island）是位於美國印地安納州克萊縣的一個非建制地區。該地的面積和人口皆未知。

## 地理
希科里島的座標為39°19′46″N 87°14′22″W / 39.32944°N 87.23944°W，而該地的平均海拔高度為167米（即548英尺）。